# Ty Lawson
Tywon Ronell "Ty" Lawson (Clinton, Maryland, 3 de novembro de 1987) é um jogador de basquetebol profissional norte-americano que atualmente joga pelo Washington Wizards da NBA.

## Estatísticas na NBA

### Temporada Regular
| Ano      | Equipe         | PJ  | PT  | MPJ  | AP   | 3P   | LL   | RT  | AS  | BR  | TO  | PPJ  |
| -------- | -------------- | --- | --- | ---- | ---- | ---- | ---- | --- | --- | --- | --- | ---- |
| 2009-10  | Denver Nuggets | 65  | 8   | 20.3 | .515 | .410 | .757 | 1.9 | 3.1 | 0.7 | 0.0 | 8.3  |
| 2010-11  | Denver Nuggets | 80  | 31  | 26.3 | .503 | .404 | .764 | 2.6 | 4.7 | 1.0 | 0.1 | 11.7 |
| 2011-12  | Denver Nuggets | 61  | 61  | 34.8 | .488 | .365 | .824 | 3.7 | 6.6 | 1.3 | 0.1 | 16.4 |
| 2012-13  | Denver Nuggets | 73  | 71  | 34.4 | .461 | .366 | .756 | 2.7 | 6.9 | 1.5 | 0.1 | 16.7 |
| 2013-14  | Denver Nuggets | 62  | 61  | 35.8 | .431 | .356 | .798 | 3.5 | 8.8 | 1.6 | 0.2 | 17.6 |
| Carreira |                | 341 | 232 | 30.1 | .474 | .375 | .782 | 2.9 | 5.9 | 1.2 | 0.1 | 14.0 |

### Playoffs
| Ano      | Equipe         | PJ | PT | MPJ  | AP   | 3P   | LL   | RT  | AS  | BR  | TO  | PPJ  |
| -------- | -------------- | -- | -- | ---- | ---- | ---- | ---- | --- | --- | --- | --- | ---- |
| 2009-10  | Denver Nuggets | 6  | 0  | 19.7 | .429 | .400 | .684 | 1.3 | 2.7 | 1.0 | 0.0 | 7.8  |
| 2010-11  | Denver Nuggets | 5  | 5  | 33.4 | .500 | .455 | .913 | 3.4 | 3.8 | 1.0 | 0.2 | 15.6 |
| 2011-12  | Denver Nuggets | 7  | 7  | 34.6 | .514 | .321 | .632 | 2.6 | 6.0 | 1.0 | 0.1 | 19.0 |
| 2012-13  | Denver Nuggets | 6  | 6  | 39.3 | .440 | .190 | .848 | 3.3 | 8.0 | 1.7 | 0.0 | 21.3 |
| Carreira |                | 24 | 18 | 31.8 | .475 | .314 | .787 | 2.6 | 5.2 | 1.2 | 0.1 | 16.1 |